# 祖马莱县
祖马莱县是东帝汶民主共和国科瓦利马区的一个县，该县面积283.74平方公里，2010年人口普查时时人口为11639，县治位于祖马莱。